# Necròpoli de Finestrelles
La Necròpoli de Finestrelles o Carretera d'Esplugues és una necròpoli d'ocupació alt-medieval a l'espai entre l'Avinguda de Pearson, l'Avinguda d'Esplugues i el Carrer Bisbe Català de Barcelona, inclosa a l'Inventari del Patrimoni Arqueològic i Paleontològic de Catalunya.
A inicis dels anys 1950, en fer-se la prolongació de l'avinguda de Pedralbes cap al barri de Finestrelles (Esplugues de Llobregat), quedà al descobert una necròpolis amb inhumacions tant de fossa com de tègules, que s'ha datat als segles VI-VII dC. Atès que la necròpolis és a tocar del Monestir de Pedralbes, és possible que estigués relacionada amb la vil·la romana que s'ubica en aquest indret, datada, d'altra banda, del segle i aC. Es desconeix la quantitat de tombes localitzades així com si va aparèixer material arqueològic.